# Lesley Bush
Lesley Leigh Bush (ur. 17 września 1947 w Orange, stan New Jersey) – amerykańska skoczkini do wody, mistrzyni olimpijska z Tokio i olimpijka z Meksyku, złota medalistka igrzysk panamerykańskich oraz uniwersjady.
W 1964 była uczestniczką igrzysk olimpijskich w Tokio, gdzie w finale konkurencji skoku z wieży 10 m uzyskała wynik 99,80 pkt i wywalczyła złoty medal. Cztery lata później zaś w czasie igrzysk w Meksyku startowała w tej samej konkurencji i zajęła ostatecznie 20. pozycję z wynikiem 43,72 pkt.
Poza startami na igrzyskach olimpijskich, występowała w igrzyskach panamerykańskich, gdzie otrzymała w 1967 złoty medal w konkurencji skoku z wieży 10 m oraz na uniwersjadzie, gdzie została jej trzykrotną medalistką – w 1965 wywalczyła srebrny medal w konkurencji skoku z trampoliny, w 1967 zaś zdobyła złoty medal w konkurencji skoku z wieży i srebrny medal w skoku z trampoliny.
Była żoną Charlesa Hickcoxa, pływaka i wielokrotnego mistrza olimpijskiego.